# Vierlande
Die Vierlande sind eine etwa 77 Quadratkilometer große Kulturlandschaft im Hamburger Bezirk Bergedorf, bestehend aus den vier Stadtteilen Altengamme, Curslack, Kirchwerder und Neuengamme. Als Vehrlande erstmals im Bergedorfer Schatzregister vom 1548 erwähnt, bezeichnet der Name vier Kirchspiele bzw. ursprünglich vier Flussinseln im Urstromtal der Elbe, die mit den heutigen Stadtteilen weitgehend identisch sind. 
Die Vierlande werden oft zusammen mit den benachbarten Marschlanden genannt („Vier- und Marschlande“), mit denen sie bis 2008 ein gemeinsames Ortsamt innerhalb des Bezirkes Bergedorf bildeten. Im Unterschied zu den Vierlanden gehörten die Marschlande jedoch bereits seit dem Ende des 14. Jahrhunderts unmittelbar zu Hamburg.

## Geschichte

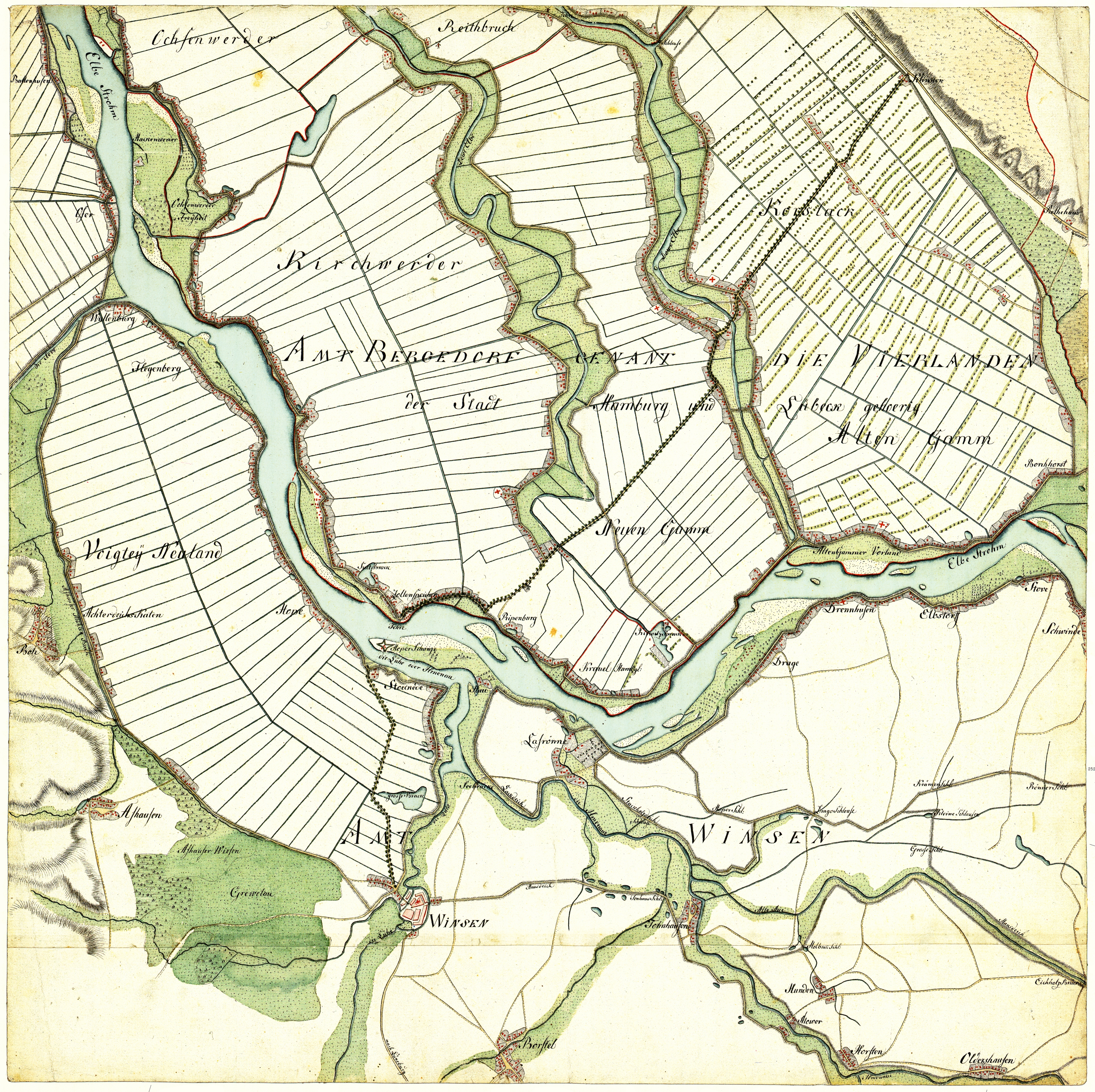
Karte der Vierlande um 1790

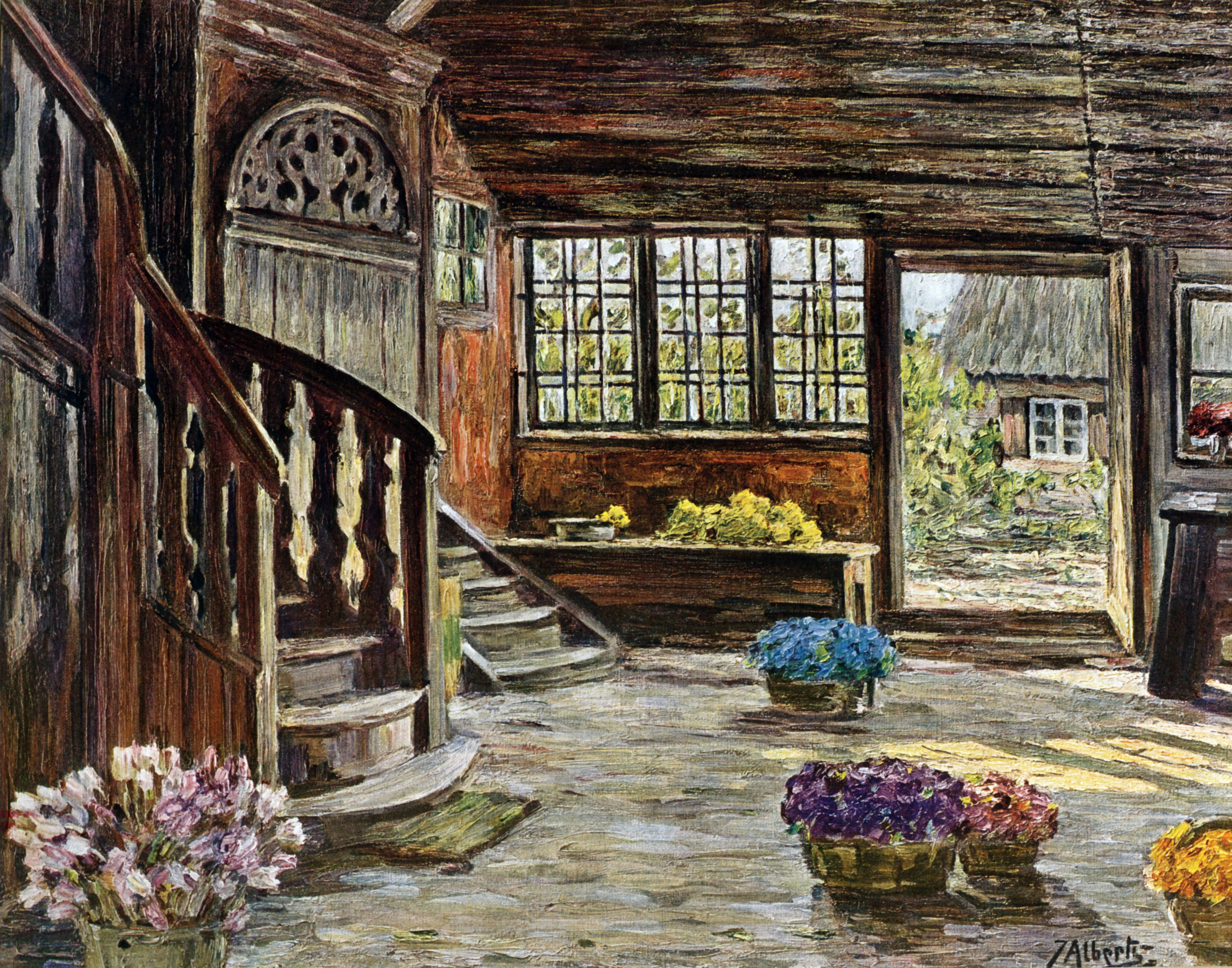
Jacob Alberts: Diele aus Vierlanden

Die Vierlande 1898

Altengamme wird 1188 erstmals erwähnt, Neuengamme („Neues Land“) und Kirchwerder 1212, Curslack 1217.

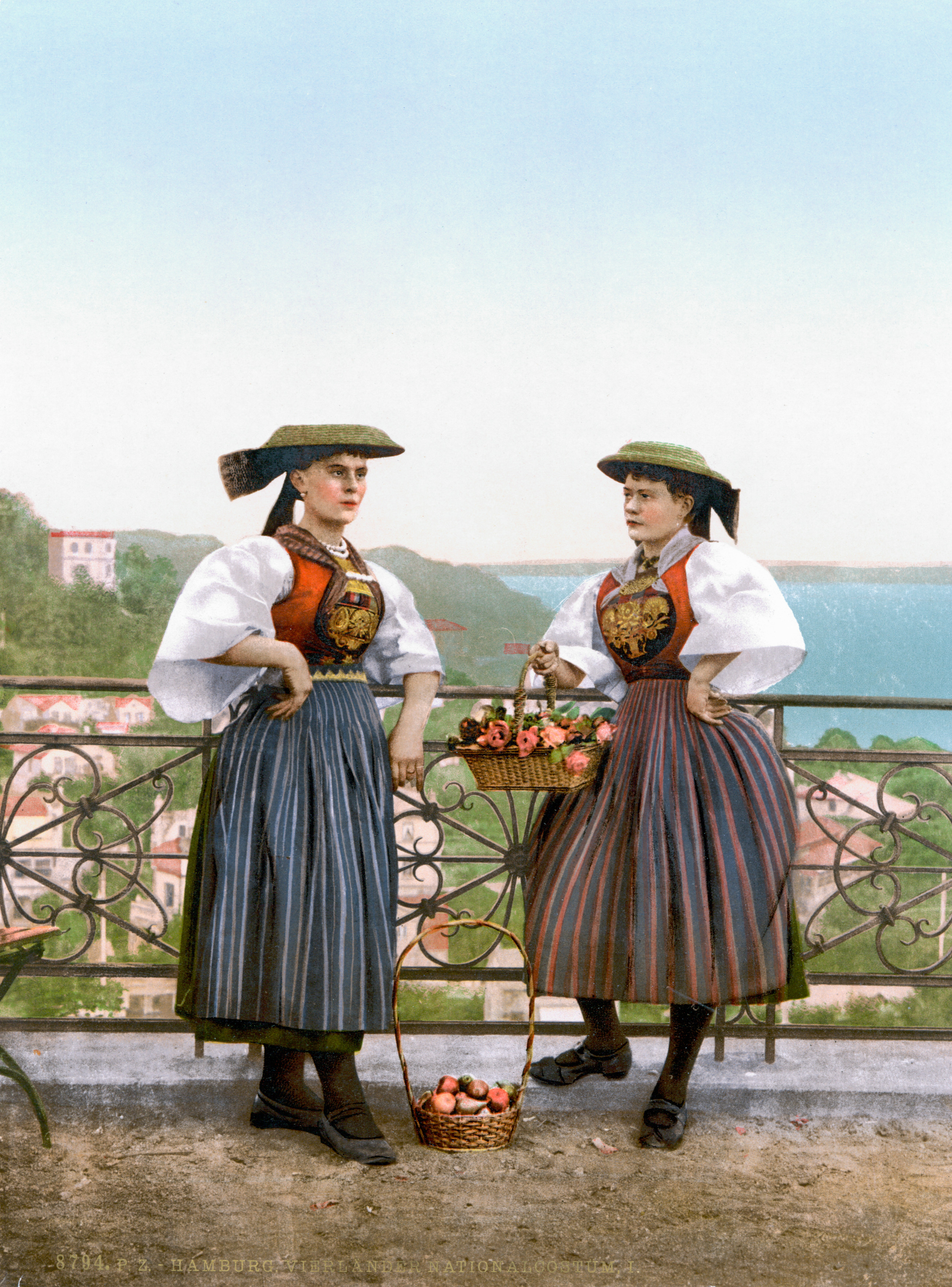
Bäuerinnen in Vierländer Tracht

Die Bewohner der Vierlande waren freie Bauern, jedoch wechselte die Herrschaft über das Gebiet mehrfach: Ab dem 12. Jahrhundert gehörte es den Herzögen von Sachsen-Lauenburg, wurde von diesen aus Geldmangel an die Hansestädte Hamburg und Lübeck verpfändet und 1401 ohne Rückzahlung der Pfandsumme gewaltsam wieder in Besitz genommen. 1420 eroberten die beiden Städte die Vierlande zusammen mit Bergedorf und der Riepenburg zurück und verwalteten es anschließend bis 1868 gemeinschaftlich (Kondominium). Seither gehört das Gebiet allein zu Hamburg und war Teil der Landherrenschaft Bergedorf; lediglich ein Teil Kirchwerders blieb bis zum Inkrafttreten des Groß-Hamburg-Gesetzes im Jahr 1938 eine Exklave des preußischen Landkreises Harburg.

### Deichbau
Erste Eindeichungen wurden im Zuge der Urbarmachung im 12. Jahrhundert vorgenommen. Im 14. Jahrhundert begann Hamburg, die Gose Elbe und Dove Elbe abzudeichen, um die Vierlande vor den regelmäßigen Hochwassern zu schützen. Dabei wurde auch der Flusslauf der Elbe begradigt, und es floss mehr Wasser durch die Norderelbe. Dies erleichterte es Seeschiffen, den Hamburger Hafen anzulaufen, während der an der Süderelbe liegende Hafen von Harburg zunehmend versandete. Daraufhin kam es prompt zu einem Konflikt mit dem Fürstentum Lüneburg, der mehrere Jahrhunderte andauerte. So überfielen beispielsweise im Jahre 1620 Soldaten der braunschweigisch-lüneburgischen Herzöge das Kirchspiel Kirchwerder und beseitigten einen frisch geschaffenen Deich. Der Flusslauf der Elbe verblieb jedoch im neu geschaffenen Bett, so dass diese Aktion erfolglos verlief.

### Blumen- und Gemüseanbau
Die Landwirtschaft begann im 17. und 18. Jahrhundert mit dem Anbau von Gerste und Hopfen. Heute werden Blumen, Obst und Gemüse kultiviert. Die Vierländer Bauern haben ihre Produkte schon seit jeher auf den Hamburger Märkten verkauft. Eine Vierländer Bäuerin bildete das Motiv für die Brunnenfigur des Marktbrunnens auf dem Meßberg. Heute steht der Vierländerin-Brunnen auf dem Hopfenmarkt vor der Ruine der Nikolaikirche (siehe auch Geschichte des Großmarktes).
Im 19. Jahrhundert war auch der Vierländer Blutegelhandel ein bedeutender Erwerbszweig der Vierländer Bauern.

## Museen und Sehenswürdigkeiten

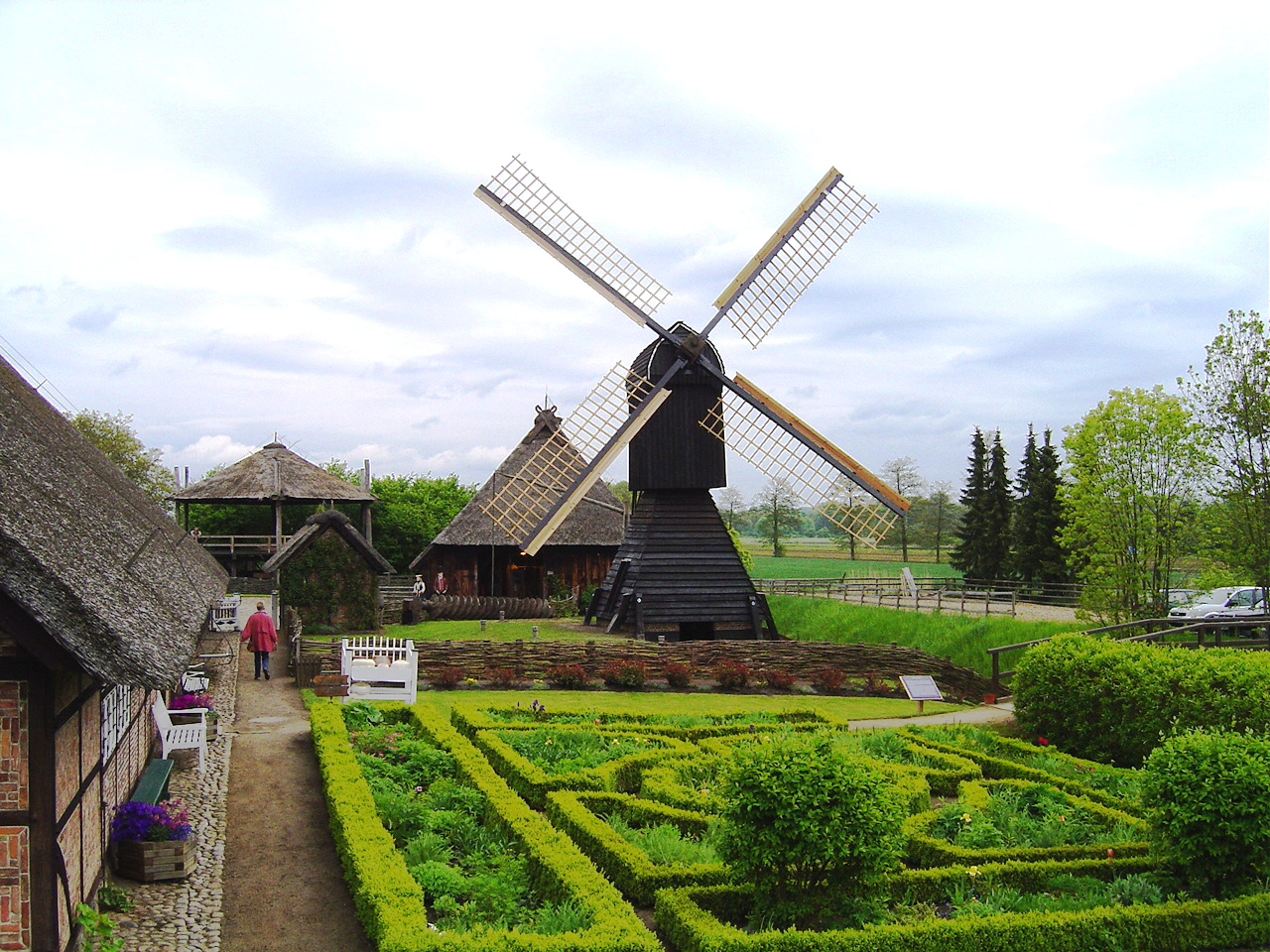
Kokerwindmühle zur Entwässerung beim Rieckhaus

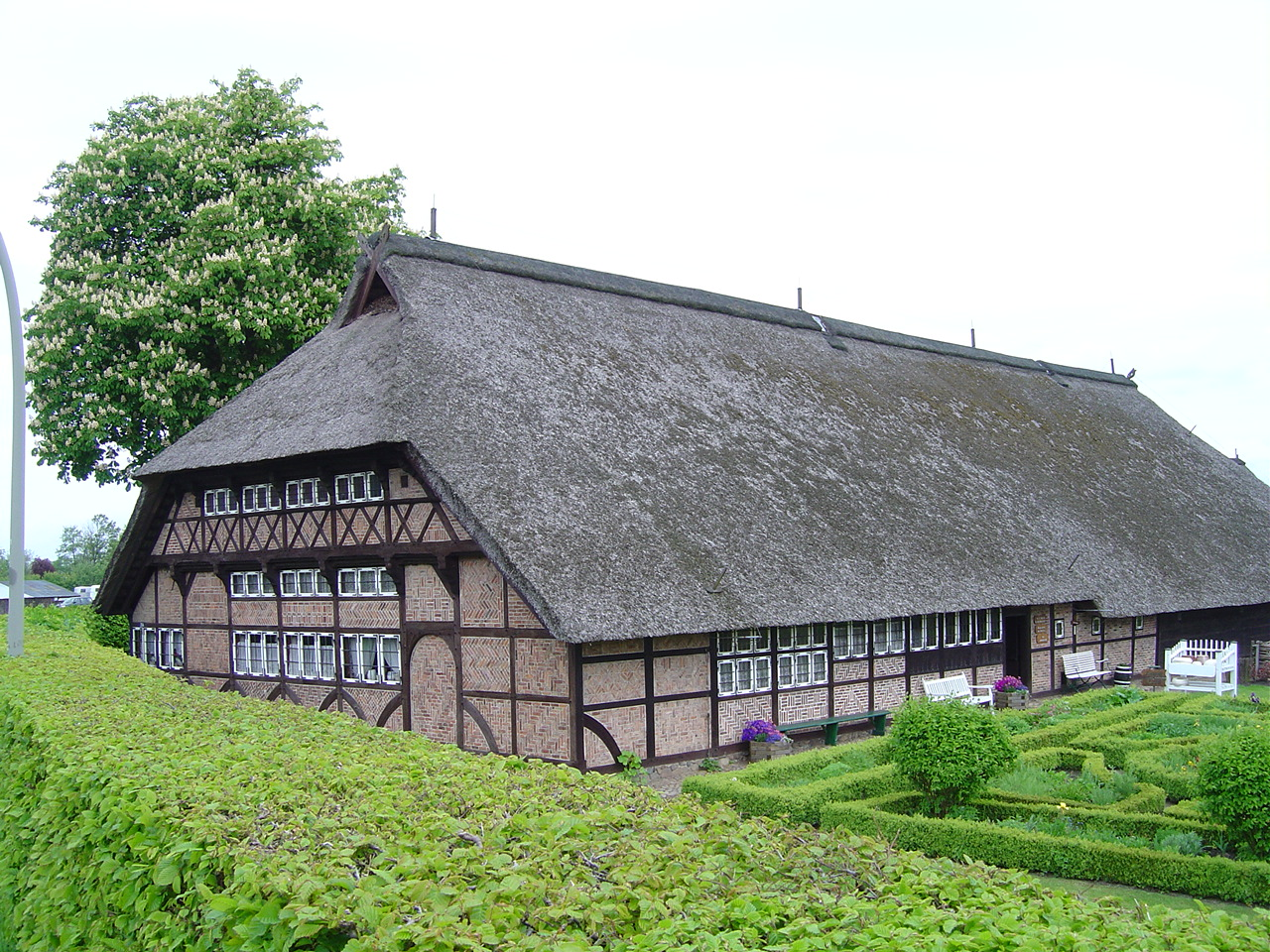
Rieckhaus

- Das Rieckhaus im Baustil eines Fachhallenhauses ist ein Freilichtmuseum in Curslack. Es gehört zur Bergedorfer Museumslandschaft, die auch das Regionalmuseum „Museum für Bergedorf und die Vierlande“ im Bergedorfer Schloss umfasst.

- Die Kirchen der vier Kirchspiele (St. Johannis in Neuengamme, St. Johannis in Curslack, St. Nicolai in Altengamme und St. Severini in Kirchwerder) sind wegen ihrer Ausstattung Seltenheiten.
- Die zwei Mühlen des Landgietes, die Riepenburger Mühle und die Kokerwindmühle beim Rieckhaus
- Die vier Naturschutzgebiete Kiebitzbrack, Kirchwerder Wiesen, Borghorster Elblandschaft und Zollenspieker.
- KZ-Gedenkstätte Neuengamme